# Petrovac (Bosznia-Hercegovina)
Petrovac (szerbül: Петровац) község Bosznia-Hercegovinában, Bosanska krajina területén, a Szerb Köztársaságban. A községet 1998-ban, a daytoni békeszerződés után alapították. A község területéhez a következő települések tartoznak: Drinić, Bunara, Podsrnetica, Bukovača, Bravski Vaganac és Klenovac. A község központja Drinić.

## Fekvése
Bosznia-Hercegovina nyugati részén, Banja Lukától légvonalban 65, közúton 110 km-re délnyugatra fekszik. Területe magában foglalja a Petrovaci-mező legkülső, keleti részét, valamint a Klekovača- és a Srnetica-hegység egyes részeit. A község a Szarajevó - Bihács főút mentén található. A község területe a háború előtti Bosanski Petrovac község 16%-át teszi ki. Növényzetét túlnyomórészt (75%-ban) a Dinári-hegység jellegzetes alkotóeleme, a bükk-fenyő-luc közösség (Piceo-Abieti-Fagetum illyricum) alkotja. Ősidők óta ismert jó ivóvizéről, amely egy kis természetes völgy alján, a 659 m tengerszint feletti magasságban található Medenac nevű forrásból származik. Ez a forrás és néhány másik kisebb forrás biztosítja a községközpont ívóvizét, így Drinićnek egész évben van vize. A Drinić területéről származó összes víz kapcsolatban áll a Szanica folyóval, ami azt jelenti, hogy a Szana folyó vízgyűjtő területéhez tartozik.

## Népessége
| Nemzetiségi csoport | Népesség 1991 | Népesség 2013 |
| ------------------- | ------------- | ------------- |
| Szerb               | 388           | 358           |
| Bosnyák             | 0             | 0             |
| Horvát              | 0             | 0             |
| Jugoszláv           | 0             | 0             |
| Egyéb               | 1             | 3             |
| Összesen            | 389           | 361           |

## Története
A középkorban ez a terület a horvát-magyar állam része volt. Először 1322-ben II. István bosnyák bán említi a boszniai állam részeként. 1463-ban ez a terület is az oszmán állam része lett, 
Területe 1878-ig tartozott az Oszmán Birodalomhoz, majd az Osztrák-Magyar Monarchia része lett. A monarchia szétesésével 1918-ben előbb a Szerb-Horvát-Szlovén Királyság, majd 1929-től a Jugoszláv Királyság része. A Jugoszláv Királyságban a falu a Vrbaska banovina része volt. Jugoszlávia megszállása után a falu a Független Horvát Állam (NDH) része, majd 1945-től a szocialista Jugoszlávia része volt. A második világháborúban a lakosság elkötelezett volt a partizánmozgalom mellett. A Bihácsi Köztársaság idején Drinićben partizánnyomda, Jasikovacon pedig partizánkórház működött.
A település 1995 szeptemberéig a boszniai szerb katonai egységek ellenőrzése alatt állt. A háborús veszély miatt a helyi polgárok 1995. szeptember 14-én elhagyták a község területét, és ideiglenesen Derventában telepedtek le, hogy csak a daytoni megállapodást követően 1996 márciusában térjenek vissza; ennek eredményeként alakult meg a község 1998 márciusában.
A boszniai háborút lezáró daytoni békeszerződés rendelkezése alapján az ország területét felosztották a Bosznia-hercegovinai Föderáció és a boszniai Szerb Köztársaság között, ennek során a község a boszniai Szerb Köztársasághoz került. Petrovac községhez Drinić településen kívül Bunara település egy része, valamint Bukovača egy része is hozzá tartozik. 
Lakói mezőgazdasággal és erdészeti munkákkal foglalkoznak.

## Gazdaság
A község területén a gazdasági tevékenység a Šume RS erdészeti társaságra, a Drinići fióktelepre és több kisebb fűrésztelepre korlátozódik. A turizmus egy olyan gazdasági ág, amely csak most kezd kibontakozni Drinićben. A lehetőségek igen nagyok, a megépült vadászház és az ilyen létesítményeket kísérő infrastruktúra mellett a tervek között szerepel egy nagyobb szálláskapacitású motel építése. 

## Kultúra
Az iskolán belül van egy rendezvényterem, ahol az önkormányzati és más ünnepségeket, akciókat, előadásokat és összejöveteleket tartják. Ugyanebben a teremben tartja foglalkozásait a KUD „Grmeč” Drinić folklóregyüttes, amely a kulturális tartalom továbbfejlesztésének alapja lehet a hagyományos játékok és szokások megőrzése és népszerűsítése terén, megfelelő támogatással a megfelelő jelmezekkel, ill. hangszerekkel. A község kulturális intézményei közül kiemelhetjük az iskolai könyvtárat és a Drinić központjában található, a legutóbbi háborúban elesett katonák emlékházát.

## Oktatás

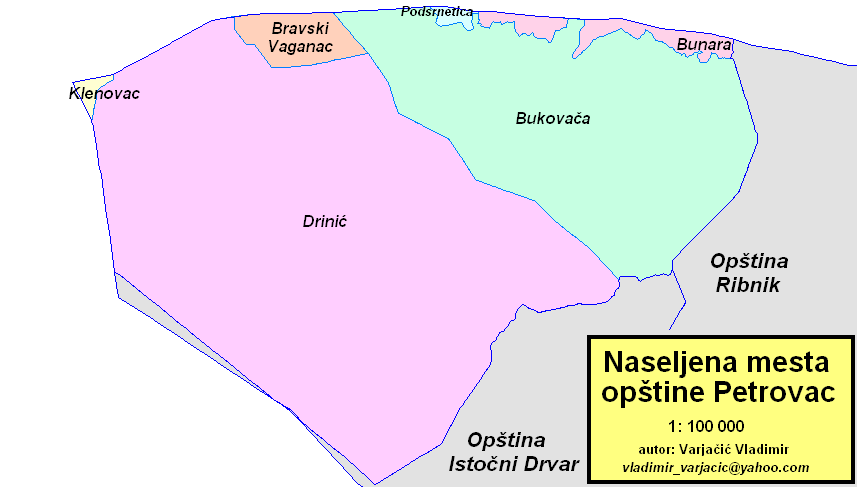
Petrovac község települései

A község területén egy általános iskola, a Drinić Általános Iskola működését 2000/2001-ben indítitták el, ekkor 72 tanulót írattak be. Az oktatási tevékenységet számos nehézség kísérte, de az önkormányzat és az ŠG „Oštrelj-Drinić” segítségével biztosítottak az oktatói személyzet és a korszerű felszerelések, valamint a diákok és tanárok szállításának feltételei.
Petrovac községben középiskola nem létesült, így a legtöbb diák a Bosanski Petrovac-i középiskolában vagy valamelyik Banja Luka-i középiskolában tanul tovább.
A községben felsőfokú oktatási intézmény sincsen. Vannak kezdeményezések a Banja Luka-i Egyetem Erdészeti Kara itteni tanszékének megnyitására, amely Drinićben lenne, de erre vonatkozó konkrét lépések még nem történtek.

## Sport
A községben egy sportegyesület működik, melynek létrejöttét az önkormányzat támogatta. Sajnos nincs sportcentrum, nincsenek sportklubok, és nincsenek szakosztályok sem. A község mindössze egy többcélú beton játszótérrel és egy füves focipályával rendelkezik.

## Infrastruktúra
A község központja a hat kilométerre lévő 5-ös főútról (Bihács – Szarajevó) egy aszfaltozott bekötőúton érhető el. Drinićben az önkormányzaton kívül orvosi rendelő, általános iskola, sportpálya, rendőrőrs, tűzoltóság, erdészeti hivatal, kávézó, benzinkút és autószerelő műhely, valamint bankfiók található.

## Egészségügy
A drinići egészségügyi központ a német THW humanitárius szervezet adományából épült először orvosi rendelőként, később pedig egészségügyi központként, amely magas színvonalon kínálja az egészségügyi szolgáltatásokat. Az orvosi rendelő főállású háziorvossal működik, akinek szintén a lakása az Egészségház első emeletén található. A központban működik a gyógyszertár és a fogorvosi rendelő is.

## Nevezetességei
- Kozila környékén minden év júniusában megszervezik a „Štraparijada” nevű kulturális és turisztikai rendezvényt, ahol lovasfogatokat versenyeztetnek rönkhúzásban.

- A „Lom” erdei rezervátumot 1956-ban alapították. A rezervátum a Klekovača-hegység masszívumában, a Lom-hegy gerincén található. Területe 297,8 hektár. Az első elképzelések a Klekovača-hegység vadonainak védelméről 1905-ből származnak. Ezek a legrégebbi ilyen jellegű erőfeszítések ebben a régióban és azon kívül. A fafajok aránya a rezervátum területén a következő: bükk 22%, fenyő 38%, lucfenyő 40%. A Lom rezervátum védetté nyilvánítása idején Drinićben működött a szarajevói Erdészeti és Faipari Intézet egyik kísérleti állomása. Az ökológiának még ma is vannak hívei Drinićben. Bár kicsi településről van szó, nagyon aktív környezetvédő tevékenység működik itt.[8]

## Fordítás
- Ez a szócikk részben vagy egészben  a(z)   Општина Петровац című szerb Wikipédia-szócikk ezen változatának fordításán alapul.  Az eredeti cikk szerkesztőit annak laptörténete sorolja fel. Ez a jelzés csupán a megfogalmazás eredetét és a szerzői jogokat jelzi, nem szolgál a cikkben szereplő információk forrásmegjelöléseként.